# Jean Harlow
Jean Harlow - egentlig Harlean Harlow Carpenter (født 3. marts 1911, død 7. juni 1937) var en amerikansk skuespiller, kendt som et 1930'ernes store kvindelige stjerner og sexsymboler. Hendes kendetegn var timeglasfiguren og det platinblonde hår, hvilket gav hende kælenavne som Platinum Blonde og Blonde Bombshell. Hun kendes fra Howard Hughes' film Hell's Angels og sammen med James Cagney i Public Enemy, som blev en af de mest sete film i 1931.
Som eneste barn af en tandlæge og en utilfreds husmor i Kansas blev Harlow født ind i et velstående hjem. Hendes mor, som faktisk hed Jean Harlow, blev skilt og slæbte sin 11-årige datter med til Hollywood i håb om en fremtid ved filmen. I stedet blev det hendes datter, der slog igennem under sin mors navn.
Den tyskfødte Paul Bern, som havde været en støtte for dysfunktionelle skuespillerinder som Barbara La Marr og Clara Bow, men ellers ikke viste interesse for kvinder, var den 22-årige Harlows overraskende valg af ægtefælle. Hun giftede sig med den dobbelt så gamle Bern ved et overdådigt bryllup 2. juli 1932. Allerede 5. september samme år blev den nygifte Bern fundet skudt og nøgen i en blodpøl i hjemmet i Beverly Hills. Harlow var ikke at se. Berns død og Harlows rolle i den blev et af Hollywoods store mysterier, især fordi politiet ikke blev tilkaldt før blandt andre Louis B. Mayer havde gennemsøgt huset og de blev enige om, at præsentere sagen for offentligheden som et selvmord. I håb om at nedtone skandalen arrangerede MGM i al hast et nyt ægteskab for Harlow i 1933, men hun og Hal Rosson skilte sig allerede efter otte måneder. Harlow blev alvorligt syg i 1937 under indspilningen af filmen Saratoga. Hun var kun 26 år, da hun døde af nyresvigt.